# Ivo Illuminati
Ivo Illuminati (* 16. Juni 1882 in Ripatransone; † 6. September 1963 in Rom) war ein italienischer Schauspieler und Stummfilmregisseur.

## Leben
Illuminati erlangte einen Abschluss in Rechtswissenschaften, widmete sich aber nach dem Studium dem Theater, wo er zwischen 1904 und 1912 mit mehreren Ensembles als jugendlicher Held spielte, darunter das von Emma Gramatica und Ruggero Ruggeri. Nach ersten Erfahrungen in vielen „lever de rideau“ (kurzen Filmen mit meist komischen Szenen) gab er 1914 in Emilio Ghiones Gespay, fantino e gentiluomo sein Langfilmdebüt und wechselte im selben Jahr auch hinter die Kamera. Bis 1922 entstanden unter seiner Regie rund dreißig Filme, darunter Komödien mit Maria Jacobini, Dramen mit Leda Gys und verfilmte Bücher Lucio D'Ambras; oftmals spielte er selbst die männliche Hauptrolle.
Als die Krise des italienischen Kinos 1922 um sich griff, ging Illuminati nach Deutschland, wo er allerdings nicht in der dortigen Filmindustrie Fuß fassen konnte. Zurück in seiner Heimat, leitete er von 1928 bis 1935 den technischen Dienst des Istituto Luce und wirkte anschließend bei einigen Filmen als Drehbuchautor, bei anderen als Regieassistent mit. 1942 inszenierte er zusammen mit Hans Hinrich Il vetturale del San Gottardo. Danach beendete er seine Kinokarriere und widmete sich Lesungen, Bühnenprogrammen und Artikeln zu Theaterinszenierungen.
2011 widmeten die Filmfestspiele von Venedig Illuminati eine Retrospektive.

## Filmografie (Auswahl)
- 1914: L’oro maledetto
- 1942: Il vetturale del San Gottardo (Ko-Regie)